# 開胸術
開胸術（かいきょうじゅつ、英:Thoracotomy）とは、手術方法の一つ。
胸壁を切開し、胸腔を開放する手術方法のこと。
対照的に「胸腔鏡手術」がある。

## 切開部位
- 胸骨正中切開
  - 開心術（心臓血管外科学）
  - 冠動脈バイパス術（心臓血管外科学）
- 前側方切開
- 後側方切開
  - 肺切除術（呼吸器外科学）
  - 食道切除術（消化器外科学）
- 腋窩切開

## 切開方法
- 皮膚切開

基本的に鋭利な円刃で施行される。
- 筋膜切開

主に尖刃で施行される。
- 胸骨切開

骨剪刀または電気鋸で切除して行く。
- 胸膜切開

尖刃を用いて切開されることが多い。

## 関連
- 心臓血管外科学